# J. & W. Stollenwerk

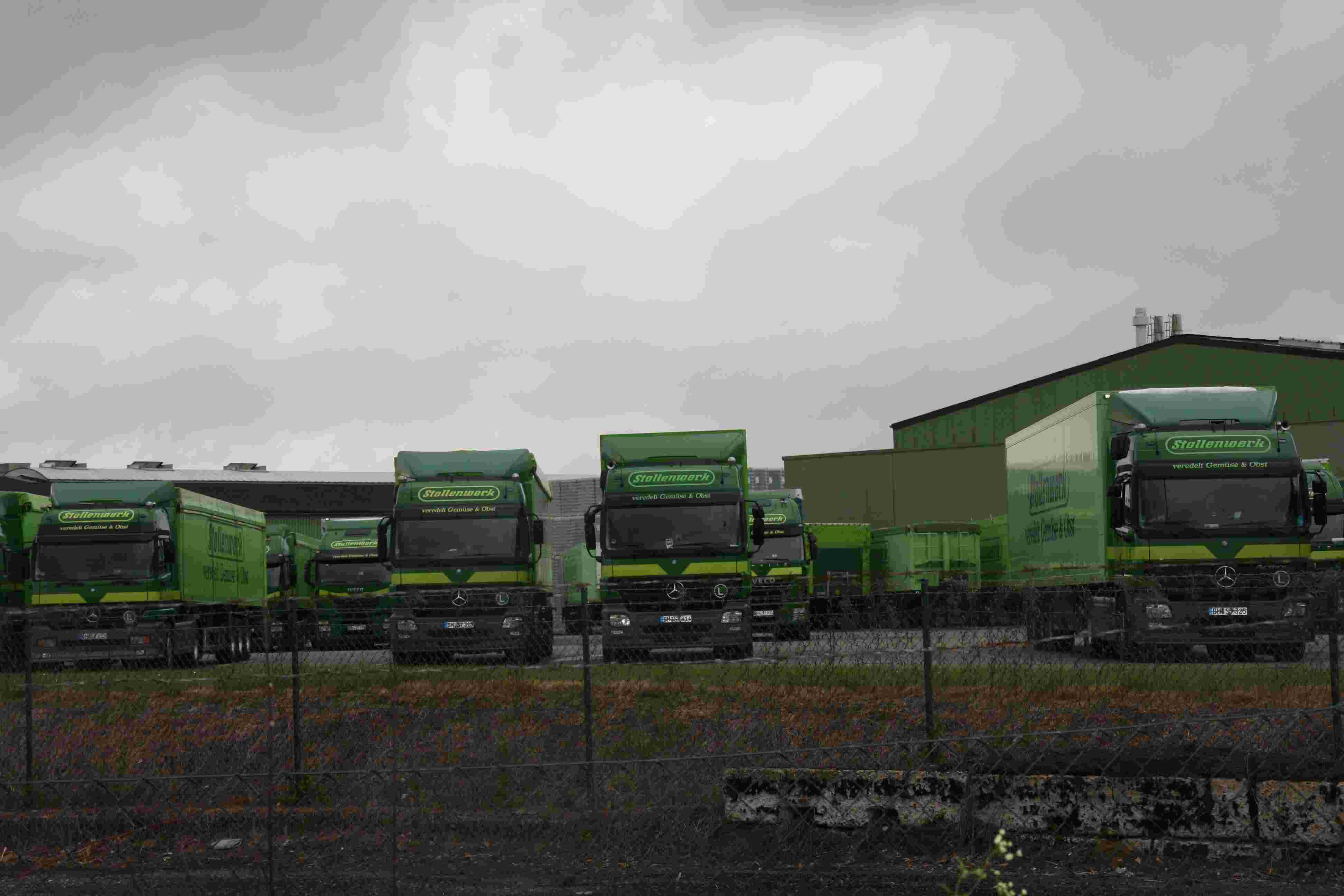
Ein Teil der Firmen-Lkw auf dem Betriebsgelände

Die J. & W. Stollenwerk oHG ist einer der größten europäischen Konservenhersteller mit Sitz in Kerpen-Blatzheim.
Ursprünglich war das 1932 als landwirtschaftlicher Betrieb gegründete Unternehmen in Blatzheim angesiedelt. 1962 begannen die Brüder Stollenwerk mit der Herstellung von Konserven. Da aber innerörtlich keine Ausbreitungsmöglichkeit mehr gegeben war, siedelte man die Verwaltung 1985 ins nahegelegene Girbelsrath um und errichtete dort auf 23 Hektar eine völlig neue Produktionsstätte. Der Standort Blatzheim ist weiterhin Firmensitz und eine Produktionsnebenstelle. An vielen Stellen in der Umgebung werden die fertigen Waren gelagert. Beispielsweise in den ehemaligen Fertigungshallen der Kupferschmiede und Apparatebaufirma Carl Canzler nach deren Insolvenz im Jahre 2003. Vermieter des alten Canzler-Geländes ist die Dürener Wirtschaftsförderungsgesellschaft, WIN.DN Wirtschafts- und Innovationsnetzwerk Düren GmbH. Pläne für eine zukünftige Nutzung des alten Canzler-Geländes als Gewerbegebiet „Im Rossfeld“ liegen bereits vor. Ausgeliefert werden die Konserven mit einer eigenen etwa 40 Fahrzeuge starken Lkw-Flotte.
Nur wenige Produkte tragen den Namen „Stollenwerk“. Die weitaus meisten Konserven werden für Discounter produziert, wie zum Beispiel Aldi oder Lidl. Neben Konserven werden auch frische Salate hergestellt.
Weitere Produktionsstätten hat die Firma in der Pfalz und Ostdeutschland.
Über den Umsatz ist nichts bekannt. In Girbelsrath arbeiten etwa 250 Personen plus Saisonkräfte. Im gesamten Unternehmen arbeiten etwa 500 Personen.
Im Rahmen der Diskussion über die durch die Firma verursachten Umweltprobleme wurden Zahlen bekannt: Bereits 1977 hatte das Unternehmen etwa 120 Mitarbeiter, die jährlich knapp 20 Millionen Konserven produzierten, was 8 Prozent des bundesdeutschen Marktes entsprach.
Zur Firmengruppe gehören auch die Neußer Sauerkrautfabrik Rheins & Nolden Feinkost GmbH in Merzenich-Girbelsrath, die Burgmühle Salate und Gemüse GmbH in Kerpen, die Essig-Brauerei Friedrich Feldmann GmbH & Co. KG in Karlsruhe und die Konservenfabrikation Spreewald-Feldmann GmbH & Co. KG in Lübben.
J. & W. Stollenwerk hat eine eigene Betriebsfeuerwehr.
Willy Stollenwerk war über 50 Jahre Unternehmer in der Konservenindustrie. Zwei Söhne von Josef und Willy Stollenwerk sind ebenfalls Gesellschafter.
Willy Stollenwerk war stellvertretender Vorsitzender im Bundesverband der obst-, gemüse- und kartoffelverarbeitenden Industrie. Josef Stollenwerk war Ehrenpräsident des Bundesverbandes Wirtschaft, Verkehr und Logistik (BWVL).